# Noget om Halfdan
|  | Denne artikel er oprettet af botten PalnaBot ud fra en ekstern database. Den kan derfor have sproglige fejl eller mangler. Denne skabelon kan fjernes efter kontrol af indholdet. |

Noget om Halfdan er en portrætfilm fra 2006 instrueret af Jonas Poher Rasmussen, Carlo H. E. Agostoni efter manuskript af Carlo H. E. Agostoni, Jonas Poher Rasmussen.

## Handling
Halfdan Rasmussen, der døde i 2002, 87 år gammel, er mest kendt for sine mange børnerim og tosserier, men forfatteren debuterede med en alvorlig og samfundsengageret lyrik allerede under besættelsen. »Noget om Halfdan« er en dokumentarfilm om digterens liv og hans sjove såvel som triste lyrik. Et nuanceret portræt, der viser hidtil ukendte sider og talenter af digteren. Ved at invitere en række af Halfdan Rasmussens nære venner til digterens hus i Saunte, inden det skal tømmes og sælges, får Rasmussens barnebarn spurgt ind til sin farfar og hele Danmarks Halfdan. De medvirkende er Klaus Rifbjerg, Ib Spang Olsen, Johannes Møllehave, Benny Andersen, Erik Stinus, Torben Brostrøm og to af Halfdan Rasmussens børn, Iben og Tom Nagel Rasmussen.